# 奧巴瓦河
奧巴瓦河（烏克蘭語：Обава），是烏克蘭的河流，位於該國西部外喀爾巴阡州，屬於維茲尼齊亞河的左支流，發源自杜比諾以北，河道全長16公里，流域面積28.5平方公里。